# Gugu Dlamini
Gugu Dlamini (KwaZulu, 1962 — 1986) foi uma ativista sul-africana soropositiva assassinada pelos vizinhos.
Gugu, que era voluntárias para a  National Association of People Living With H.I.V./AIDS, disse que tinha o Vírus HIV em uma entrevista para rádio e televisão de língua Zulu, no dia mundial da Aids, em 1/12/1998.
Após a revelação, passou a sofrer represálias e foi acusada de trazer má reputação a sua cidade (KawMashu). Dias depois da entrevista foi espancada a noite por uma turba em sua casa, incluindo ataques com padres e pedaços de madeira, tendo morrido no dia seguinte em consequência dos ferimentos.
No mesmo dia do ataque final, Gugu chamou a polícia por causa de um ataque físco (socos e tapas), mas nada foi feito.